# Келди, Гулназар
Гулназа́р Келди́ (Гулназа́р Келди́евич Келди́ев) (тадж. Гулназар Келдӣ; 20 сентября 1945, Дар-Дар, Фальгарский район, Ленинабадская область, Таджикская ССР, СССР — 13 августа 2020, Душанбе) — таджикский поэт и журналист, народный поэт Таджикистана, член Союза писателей СССР и Таджикистана, член Союза журналистов Таджикистана, известен как автор слов Национального гимна Республики Таджикистан. Лауреат ряда национальных премий.

## Биография
Родился 20 сентября 1945 года в кишлаке Дар-Дар Фальгарского района (ныне Айнинский район) Ленинабадской области (ныне Согдийская область) Таджикской ССР. Отец — Келди Мирзоев (род. в 1906 году), мать — Лола Мирзоева (род. в 1906 году).
В 1966 году окончил факультет литературы и языка Таджикского государственного университета в Душанбе. Сразу после окончания учёбы начал работать корреспондентом, позднее заместителем главного редактора молодёжной газеты «Комсомол Таджикистана» (тадж. «Комсомоли Тоҷикистон»). В 1968 году Келдиев стал членом Союза журналистов Таджикской ССР. В 1973 году перешёл на должность заместителя отделом литературного журнала «Садои шарк» («Голос Востока»). В 1975—1977 годах переводчик советских специалистов в Афганистане. В 1977 году вернулся на работу в литературный журнал «Садои шарк». В должности заведующего отделом журнала проработал до 1991 года.
С 1991 года являлся главным редактором еженедельника «Адабиёт ва санъат» («Литература и искусство»). Параллельно с работой журналиста, писал стихи. Его первой опубликованной творческой работой стал сборник стихов на таджикском языке: «Расми сарбози» («Самопожертвование»), вышедший в 1969 году. Далее последовали сборники стихов на таджикском языке: «Дастархон» (1972), «Нардбон» (1975), «Агба» (1978), «Пахно» (1981), «Лангар» (1983), «Пай дарё» (1985), «Чашми нигин» (1988), «Табхола» (1992); на русском языке: «Звезда Улугбека» (1981) и «Безымянный родник» (1986), вышедшие в издательстве «Советский писатель», а также «Тень тутовника» (1989), изданный в Душанбе. В 1988 году в Душанбе вышел в свет сборник стихов на персидской графике — «Тахти Рустам». В 1973 году он стал членом Союза писателей СССР и Таджикистана. Келдиев перевёл на таджикский язык книги стихов Марины Цветаевой, Риммы Казаковой, Михаила Светлова, Роберта Рождественского, Николая Гумилёва, а также отдельные стихи и поэмы Михаила Лермонтова. В результате продолжительного конкурса, проводившегося в Таджикистане, новым гимном Государства Таджикистан стал гимн, написанный Келдиевым (1994). Он является также автором гимна таджиков мира (1996). Подтверждением многогранности творчества поэта стало написание им двух пьес. Первая из них — «Мансури Халладж» — о человеке, который в 10 веке вышел на площадь и сказал: «Я сам бог!», и был жестоко убит. Вторая — «Итот Газзали» — посвящена знаменитому ученому духовенства, победившему в спорах Хайяма, Фараби, Низамулька. Творчество поэта отмечено премией Ленинского комсомола Таджикской ССР (1985), премией имени Турсун-Заде (1991), а работа над гимном государства — Государственной премией имени Рудаки (1994). В 1995 году ему было присвоено Почетное звание Народного поэта Таджикистана.
Во время пандемии COVID-19 лечился от коронавирусной инфекции COVID-19, вызванной коронавирусом SARS-CoV-2. Был помещён под аппарат искусственной вентиляции лёгких в государственном медицинском оздоровительном центре «Истиклол». Умер 13 августа 2020 года, похоронен на кладбище «Лучоб» в Душанбе.